# Pitcairnia bifaria
Pitcairnia bifaria là một loài thực vật có hoa trong họ Bromeliaceae. Loài này được L.B.Sm. miêu tả khoa học đầu tiên năm 1971.